# Hiroaki Morishima
Hiroaki Morishima, född 30 april 1972 i Hiroshima prefektur, Japan, är en japansk tidigare fotbollsspelare.